# Abdelkrim Nouri
Abdelkrim Nouri, né dans la wilaya de Souk Ahras, est un wali en Algérie.

## Biographie
Abdelkrim Nouri faisait partie du comité local à Annaba mis sur pied en 1950 par Badji Mokhtar pour préparer la Révolution Algérienne.
Ce comité local avait pour mission l'information, la liaison et le contrôle, et  était composé de sept membres dont Kaddour Harireche et Tidjani Boutayeb.

## Fonctions
Ses principales fonctions occupées sont :
1. Sous-Préfet: (-1964).
2. Wali de Batna: (1964-).
3. Wali de Médéa: (1965-1967).

## Itinéraire
| N° | Fonction      | Début           | Fin          |
| -- | ------------- | --------------- | ------------ |
| 01 | Sous-Préfet   |                 | 25 mars 1964 |
| 02 | Wali de Batna | 25 mars 1964    |              |
| 03 |               |                 |              |
| 04 | Wali de Médéa | 30 juillet 1965 | 5 avril 1967 |